# Metković
Metković (in italiano Metcovich o anche Porto Narenta, quest'ultimo desueto) è una città della Croazia situata nella regione raguseo-narentana al confine con la Bosnia-Erzegovina. Il nome desueto deriva da quello italiano di origine latina del fiume noto oggi come Narenta. Al censimento del 2011 la popolazione della città era pari a 15.384 abitanti mentre quella dell'intero comune era di 16.929 abitanti.
Svolge una funzione commerciale in relazione con il porto marittimo di Porto Tolero, che si trova sulla foce del fiume Narenta. Divenne veneziana con la pace di Carlowitz del 1699.

## Geografia fisica
Metković è situata sulle rive del fiume Narenta che sfocia nel mar Adriatico poco distante dalla città.

## Società

### Etnie e minoranze straniere
A Metković esiste una piccola comunità di italiani autoctoni, che rappresentano una minoranza residuale di quelle popolazioni italiane che abitarono per secoli ed in gran numero, le coste dell'Istria e le principali città di questa, le coste e le isole della Dalmazia, e il Quarnaro, che erano territori della Repubblica di Venezia. Gli italiani erano circa il 4,8% della popolazione nel 1880. I tipichi cognomi Italiani sono Ketini (Chiettini), Mišur (Missùr), Benedetti, Scipioni, Dalera (Dall'Era).  La presenza di italiani autoctoni a Metković è drasticamente diminuita in seguito all'esodo giuliano dalmata, che avvenne dopo la seconda guerra mondiale e che fu anche cagionato dai "massacri delle foibe". Dal censimento ufficiale croato del 2011, risulta una larghissima maggioranza croata, il 96,80% della popolazione. Presenti piccole minoranze di serbi, albanesi e bosniaci. Pochissimi gli italiani, lo 0,02%..

## Geografia antropica

### Insediamenti
La città di Metković è suddivisa in 5 insediamenti (naselja), di seguito elencati. Tra parentesi il nome in lingua italiana, generalmente desueto. Nei pressi (attuale Vid, villaggio appartenente alla stessa municipalità) si trovava la romana Narona.
- Dubravica (Dubravizza[5]): 90 ab.
- Glušci (Glusce[6]): 76 ab.
- Metković, sede comunale: 15.329 ab.
- Prud: 497 ab.
- Vid (Vido[6][7]): 797 ab.